# Vlag van Borger

Vlag van Borger
(1969-1998)

De vlag van Borger werd op 4 november 1969 bij raadsbesluit vastgesteld als de gemeentelijke vlag van de Drentse gemeente Borger. De vlag kan als volgt worden beschreven:
Wit, met een geel Scandinavisch kruis waarvan het kruispunt op 1/3 van de vlaglengte ligt en met armen ter breedte van 9/72 van de vlaghoogte, gezoomd van rood met een breedte van 3/72 van de vlaghoogte; op het kruispunt over het geheel een schild met een hoogte van 29/72 van de vlaghoogte, gegeerd van zwart en wit van acht stukken.
De kleuren van de vlag zijn ontleend aan het gemeentewapen, evenals het schild. Het kruis heeft geen speciale betekenis, maar is om esthetische redenen toegevoegd.
In 1998 ging Borger op in de gemeente Borger-Odoorn. Hierdoor kwam de gemeentevlag te vervallen.

## Verwant symbool

Wapen van Borger (1969)

Anloo 
· Beilen 
· Borger 
· Dalen 
· Diever 
· Dwingeloo 
· Eelde 
· Gasselte 
· Gieten 
· Havelte 
· Nijeveen 
· Norg 
· Odoorn 
· Oosterhesselen 
· Peize 
· Roden 
· Rolde 
· Ruinen 
· Ruinerwold 
· Schoonebeek 
· Sleen 
· Smilde 
· Vledder 
· Vries 
· Westerbork 
· de Wijk 
· Zuidlaren 
· Zuidwolde 
· Zweeloo